# Луцій Каніній Галл (народний трибун)
Луцій Каніній Галл (Lucius Caninius Gallus; 88 до н. е. — 44 до н. е.) — політичний діяч Римської республіки.

## Життєпис
Походив з плебейського роду Канініїв. Син Гая Канінія Галла.
У 59 році до н. е. притягнув до суду Гая Антонія за образу величі римського народу, співучасть у змові Луція Сергія Катіліни і бездарне керування Македонією. Втім пізніше одружився з його донькою.
У 58 році до н. е. обіймав посаду квестора в штабі Марка Порція Катона. Був заздалегідь направлений на Кіпр, щоб запропонувати Птолемею XI добровільно зректися престолу. Після самогубства останнього охороняв його скарбницю. Не довіряючи Луцію Канінію, Катон Старший направив Брута для контролю за ним, однак Каніній довів свою чесність.
У 56 році до н. е.. обіймав посаду народного трибуна. Вніс пропозицію доручити Гнею Помпею, без армії, лише з двома лікторами, відновити Птолемея XII Авлета на єгипетському троні.
У жовтні 55 року до н. е. був притягнутий до суду Гаєм Колонієм по невідомому звинуваченню. Канінія було засуджено, незважаючи на захист Цицерона. Довірив обвинувачу управління своїми справами. У 51 році до н. е. мешкав в Афінах, був патроном міст Феспії і Епідавра.
Під час диктатури Гая Юлія Цезаря його реабілітовано, і Луцій Каніній повернувся до Риму. Помер у листопаді 44 року до н. е.

## Родина
1. Дружина (ім'я невідоме)
Діти:
- Луцій Каніній Галл, консул 37 року до н. е.

2. Дружина — Антонія.